# Павлушково (Рамешковский район)
Павлушково — деревня в Рамешковском районе Тверской области.

## География
Находится в восточной части Тверской области на расстоянии приблизительно 35 км на восток-юго-восток по прямой от районного центра поселка Рамешки.

## История
В 1859 году в русской помещичьей деревне Павлушкова было 7 дворов, в 1887 — 23. В советское время работали колхозы «1 Мая», им. Ворошилова и «Ильич». В 2001 году в деревне 10 домов местных жителей и 7 домов — собственность наследников и дачников. До 2021 входила в сельское поселение Ильгощи Рамешковского района до их упразднения.

## Население
Численность населения: 75 человек (1859 год), 143 (1887), 28 (1989), 12 (русские 92 %) в 2002 году, 5 в 2010.